# Yvetta Blanarovičová
Yvetta Blanarovičová (née le 24 septembre 1963 à Bojnice) est une actrice et chanteuse tchèque d'origine slovaque.

## Biographie
Elle est diplômée du Conservatoire de Žilina (chant et violon) puis la musique et le théâtre au Conservatoire de Prague. Elle fait finalement ses débuts au théâtre et à l'écran en 1983 dans la comédie familiale Stav ztroskotání, réalisée par Vít Olmer.
Pour son interprétation dans Princezna ze mlejna, elle est nommée aux Lions tchèques dans la catégorie "Meilleur second rôle féminin" en 1995.